# راونو روتسالاینن
راونو روتسالاینن (فنلاندی: Rauno Ruotsalainen؛ زادهٔ ۴ فوریهٔ ۱۹۳۸) بازیکن فوتبال اهل فنلاند بود.
وی همچنین در تیم ملی فوتبال فنلاند بازی کرده‌است.